# کربوکسیمیدات

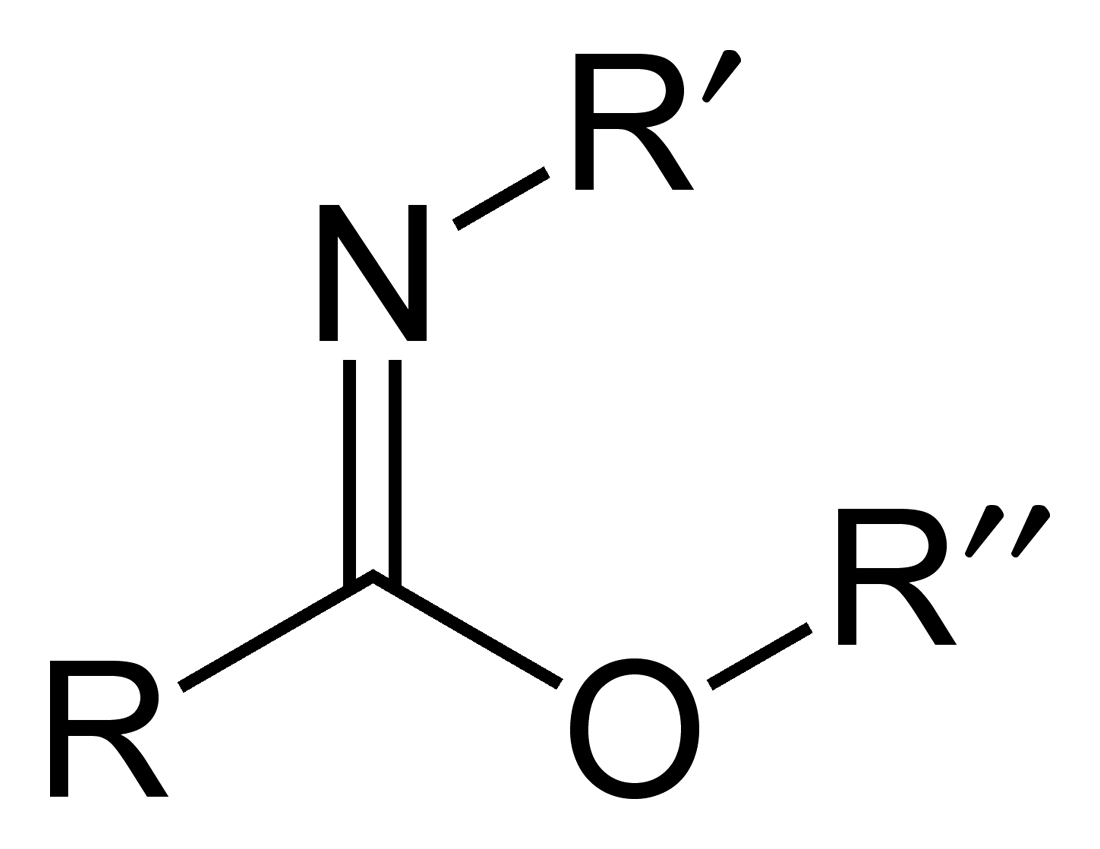
گروه کربوکسیمیدات

کربوکسیمیدات‌ها (یا به صورت عمومی تر ایمیدات‌ها) ترکیبات آلی هستند، که می توان آن‌ها را به عنوان استرهای تشکیل شده بین کربوکسیمیدیک اسید (R-C(=NR')OH) و یک الکل در نظر گرفت. فرمول شیمیایی کلی این ترکیبات R-C(=NR')OR" است.

## سنتز
ایمیدات‌ها ممکن است با استفاده از مسیرهای سنتزی متنوعی ایجاد شود، اما عموماً به وسیله واکنش پینر تولید می شوند. این واکنش از طریق حمله کاتالیزشده به وسیله اسید الکل‌ها به نیتریل‌ها حاصل می شود.

سازوکار کلی واکنش پینر

ایمیدهای تولید شده به این روش، به صورت نمک‌های هیدروکلرید آن‌ها تشکیل می شوند که گاهی اوقات به آن‌ها نمک‌های پینر نیز گفته می شود. همچنین کربوکسیمیدات‌ها به عنوان ماده واسطه در بازآرایی مام و بازآرایی اورمن نیز تشکیل می شوند.